# Osservatorio Griffith
L'osservatorio Griffith è un osservatorio astronomico situato a Los Angeles, negli Stati Uniti. Popolare attrazione turistica, è posto sul pendio meridionale del monte Hollywood, nel Griffith Park. Dall'edificio si domina la vista su Los Angeles Hollywood, la Downtown e l'Oceano Pacifico a sud-ovest. Questo è l'edificio più famoso e più popolare di Los Angeles .

## Storia

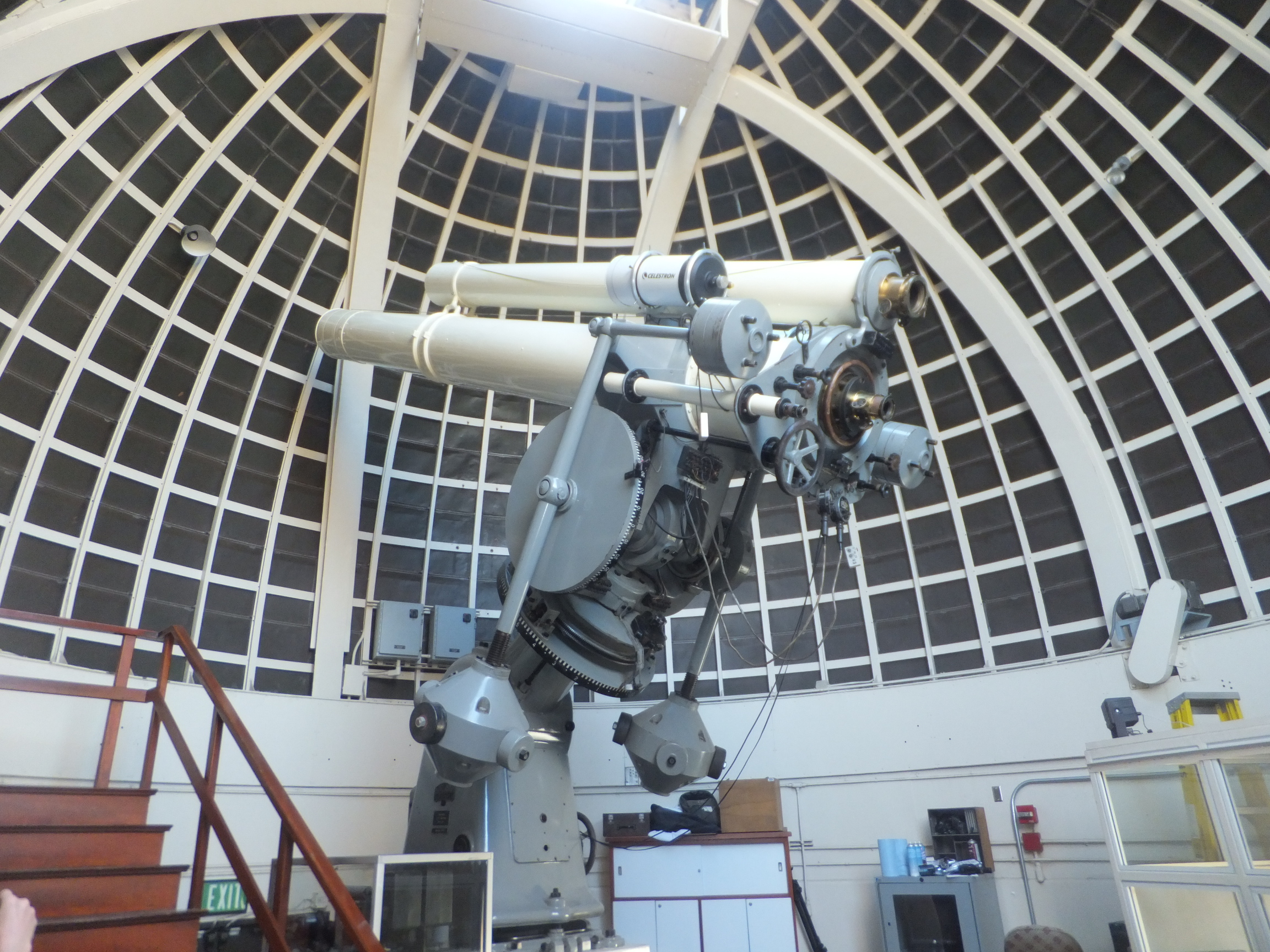
Telescopio rifrattore Zeiss da 305 mm

Il terreno del Griffith Park fu donato nel 1896 da J. Griffith alla città di Los Angeles, insieme ai fondi per costruirvi un osservatorio, una sala delle esposizioni e un planetario. I lavori per la costruzione di tali strutture iniziarono nel 1933, su progetto dell'architetto John C. Austin, e si conclusero nel 1935 quando il complesso aprì al pubblico.